# Grad Bela peč
Grad Bela peč (nemško Weissenfels) se je nahajal nad naseljem Bela Peč pri Ratečah na italijanski strani tromeje med Slovenijo, Italijo in Avstrijo. Od gradu so ostale le še razvaline. 

## Zgodovina
Grad Bela peč je dal po letu 1431 zgraditi Celjski grof Friderik II. kot dobro zavarovano utrdbo na vrhu 1120 m visokega strmega hriba z istim imenom. Celjski grofje so območje na stičišču pomembnih trgovskih poti med Furlanijo, Koroško in Zgornjesavsko dolino leta 1418 podedovali od Grofov Ortenburških. Grad ni imel samo pomembne vojaško-obrambne funkcije varovanja pridobljenih posesti na Koroškem in Zgornjesavski dolini, ampak tudi zavarovanju rudnikov železa in fužin v Gornji savski dolini, ki so bili v suvereni lasti Celjskih. To so si posebej pridobili, saj je v tistem času to bila le pravica kralja. Po izumrtju Celjskih po moški strani 1456 je grad in posest pripadla Habsburžanom oziroma deželnoknežji komori. 
Pod novim lastnikom so grad upravljali številni upravniki ali oskrbniki – v 16. stoletju je to bil Georg Peuscher – Leonstein. Kot deželnoknežje komorno imetje  je grad in gospoščina ostala do leta 1636, ko jo je cesar Ferdinand II. Habsburški prodal Janezu Antonu knezu Eggenbergu.  Od Eggenbergov je gospostvo leta 1647 kupil Marko Benaglia. Leta 1653 je gospostvo kupil Andrej Triller pl. Trillegkh, ki ga nasledi sin Janez Friderik Trillegkh do 1670.  Slednjega nasledi kot lastnica Ana Katarina  poročena z Ludvikom Gundakarjem grofom Cobenzlom. Le-ta je leta 1715 gospostvo prodala Mateju Segalli.  Po njegovi smrti leta 1722 je gospostvo prešlo na Jožefa Segallo, ki je umrl leta 1786. 5 Po poravnavi med njegovimi dediči leta 1795 je gospostvo pripadlo njegovi mlajši hčeri Jožefi, poročeni Remitz. Jožefa Remitz je leta 1810 prodala gospostvo Francu Kosu, ki je 27. decembra 1832 izročil gospostvo svojemu sinu Francu Leopoldu.   Leta 1862 je bilo gospostvo prodano na dražbi;  kupil ga je dr. Alojz Russ z Dunaja. Že naslednjega leta 1863 je dr. Russ gospostvo prodal Andreju Klinzerju, ki ga je leta 1881 prenesel v last svoje firme Tovarne jekla in jeklenih izdelkov Bela peč A. Klinzer in Co., kjer je imel še družabnika - partnerja Teodorja Neussa. Leta 1883 sta sklenila dogovor o razpustu firme Tovarna jekla in jeklenih izdelkov Bela peč. Andrej Klinzer je izstopil kot družabnik. Vse imetje firme hkrati z gospostvom Bela peč in drugimi nepremičninami je prešlo v last Teodorja Neussa.  Že konec naslednjega leta pa je bil proglašen stečaj za imetje Teodorja Neussa, in imovina je bila prodana na dražbi. Za firmo Goeppinger in Co, železarna in jeklarna na Gorenjskem, jo je kupil Viljem Goeppinger. Kot lastnik gospostva je bila firma priznana s prisojilno listino 31. maja 1889. Na ustanovnem občnem zboru delniške družbe Jeklarna Bela peč dne 24. julija 1897 je bilo sklenjeno, da družba odkupi nepremičnine firme Goeppinger in Co. v Beli peči. 
Belopeška graščina je bila kot zemljiška gosposka za naselja Bela Peč, Rateče, Podkoren, Kranjska gora, Gozd Martuljek, Dovje, Hrušica, Planina pod Golico, Jesenice, Javornik, Koroška Bela, Potoki in deli Žirovnice, Zabreznice in Doslovč.
Grad je bil opuščen v 18. stoletju in prepuščen propadanju. Sedanje ruševine kažejo na njegovo mogočnost.